# Auguste Choisy
Pour les articles homonymes, voir Choisy (homonymie).
Auguste Choisy né le 7 février 1841 à Vitry-le-François et mort le 18 septembre 1909 à Paris est un historien de l'architecture, inspecteur général des ponts et chaussées.

## Biographie
Fils d'un architecte, Auguste Choisy est admis à l'École polytechnique en 1861 et intègre le corps des ponts et chaussées. Très rapidement, il part en mission en Grèce où il constate la courbure du stylobate des temples grecs. Cette observation avait déjà été faite plusieurs fois depuis l'indépendance de la Grèce en 1835, Choisy est le premier à proposer que la courbure des temples grecs permettait de corriger les déformations optiques et de les faire percevoir comme rectilignes.
Il sort second de l'École des ponts et chaussées en 1866 et part en Italie. Sa formation d'ingénieur lui permet de renouveler la vision de l'architecture antique qu'avaient les architectes, particulièrement les pensionnaires de l'Académie de France à Rome.
À son retour en France en 1868, il prend ses fonctions d'ingénieur à la résidence de Rethel. Pendant la guerre de 1870, il sert comme officier du génie ; c'est à cette occasion qu'il rencontre pour la première fois Eugène Viollet-le-Duc. Ce dernier salue les travaux (non encore publiés) de Choisy sur l'architecture romaine dans une note en bas de page de son Dictionnaire raisonné de l’architecture française du XIe au XVIe siècle
Il publie, en 1873, l'Art de bâtir chez les Romains, dans lequel il expose la première analyse des structures de la construction romaine. Il inaugure aussi dans cet ouvrage l'utilisation de la perspective axonométrique plafonnante. Ce mode de représentation restera son favori :

« Dans ce système, une seule image mouvementée et animée comme l'édifice lui-même tient lieu de figuration abstraite, fractionnée par plan coupe et élévation. Le lecteur a sous les yeux, à la fois, le plan, l'extérieur de l'édifice, sa coupe et ses dispositions intérieures. »

— Auguste Choisy, préambule à l'Histoire de l'architecture, 1899
À partir de 1876, il enseigne l'histoire de l'architecture : il est chargé de cours à l'École des ponts et chaussées, il est répétiteur à l'École polytechnique. Il enseigne également à l'École d'horticulture de Versailles.
Parallèlement à ses activités d'enseignant, il voyage en Grèce, Turquie et au Moyen-Orient (1875). Il est chargé d'un projet de chemin de fer transsaharien — le seul projet de sa carrière d'ingénieur des ponts et chaussées, d'ailleurs jamais réalisé — qui l'amène en Afrique du Nord en 1880.
En 1899, il publie la synthèse de ses travaux précédents : l'Histoire de l'architecture. Cet ouvrage en deux tomes couvre une période allant de la préhistoire au XVIIIe siècle, excluant le XIXe siècle par manque de recul historique. 
En 1903, il est lauréat de la médaille d'or du Royal Institute of British Architects pour l'ensemble de son œuvre. Il meurt en 1909 sans avoir achevé son édition critique et illustrée de Vitruve.

## Postérité et influence
La démarche d’Auguste Choisy qui met en avant l’évolution des procédés constructifs et leurs implications dans l’histoire de l’architecture a marqué des générations d’architectes. Son œuvre a inspiré les tenants du rationalisme structurel et les modernes.

## Œuvre publiée
- L'art de bâtir chez les Romains, Paris: Ducher et C.ie,, 1873, 213 pag. - 24 planches
- L'Art de bâtir chez les Byzantins, Paris: Librairie de la Société Anonyme de Publications Periodiques, 1883, 187 pag. - 25 planches
- Histoire de l'architecture, Paris: Gauthier - Villars, 1899, Tome I - 642 pag; Tome II 800 pag, republications :
  - Histoire de l'architecture, Librairie Georges Baranger, Paris, 1943, deux tomes
  - Histoire de l'architecture, Éditions Vincent, Fréal & Cie, 1954, deux tomes
  - Histoire de l'architecture  (préf. Annie Jacques), Inter Livres, septembre 1991 (ISBN 978-2-87830-019-2), un seul volume
  - Histoire de l'architecture  (préf. Annie Jacques), Editeur : Bibliothèque de l'Image, 24 février 1997 (ISBN 978-2-909808-34-5)
- L'art de bâtir chez les Égyptiens, Paris: Édouard Rouveire, 1904, 146 pag. - 24 planches